# IgG

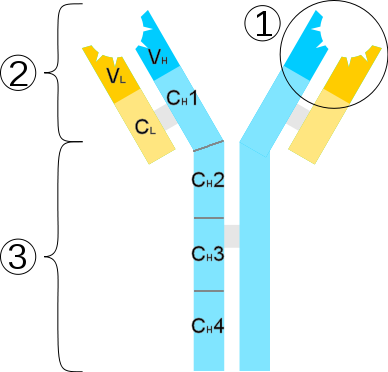
Schema della struttura di un'IgE: sono evidenziati i domini Ig variabili (V) e costanti (C) delle catene pesanti (H) e leggere (L).

Le immunoglobuline G (IgG) sono un tipo di anticorpi, cioè molecole coinvolte nella risposta immunitaria dell'organismo umano. Sono sintetizzate dai linfociti B, e più precisamente dalle plasmacellule, e sono le immunoglobuline più presenti nel sangue, linfa, fluido cerebrospinale e peritoneale.
Anche chiamate gammaglobuline, le IgG sono le immunoglobuline più abbondanti nella risposta anticorpale e costituiscono circa il 70-75% delle immunoglobuline totali presenti nel siero. Sono le più efficaci opsonine di cui l'organismo dispone e hanno la funzione di stimolare la fagocitosi dei microbi da parte dei fagociti e di attivare il complemento.
Sono in grado di reagire con i macrofagi, neutrofili e le cellule natural killer (NK) e sono l'unica classe anticorpale efficace contro le tossine batteriche.
Sono anche le uniche immunoglobuline in grado di attraversare la placenta nelle donne durante la gravidanza per proteggere il feto.

## Struttura
Gli anticorpi IgG sono grandi molecole di circa 150 kDa.
Le IgG sono composte, come tutte le immunoglobuline, di una coppia di catene leggere (L) e una di catene pesanti (H). Le catene leggere sono uguali in tutte le immunoglobuline, e contengono ognuna due domini Ig, uno variabile (VL) e uno costante (CL); le catene pesanti sono invece di tipo γ, peculiari di questo tipo di immunoglobuline, e contengono ognuna un dominio Ig variabile (VH o Vγ) e tre domini costanti (CH1/2/3 o Cγ1/2/3).
Le catene γ, inoltre, possono essere prodotte in quattro sottotipi diversi: γ1, γ2, γ3 e γ4. Perciò, le immunoglobuline G si distinguono in altrettante sottofamiglie, IgG1, IgG2, IgG3 e IgG4, tutte con struttura e funzioni simili.
Date le caratteristiche opposte delle sottoclassi di IgG, e il fatto che la risposta immunitaria alla maggior parte degli antigeni comprende un mix di tutte e quattro le sottoclassi, è stato difficile capire come le sottoclassi di IgG possano lavorare insieme per fornire l'immunità protettiva. Recentemente è stato proposto il modello temporale della funzione di IgE e IgG umane. Questo modello suggerisce che IgG3 (e IgE) appaiano presto nella risposta. IgG3, anche se relativamente a bassa affinità, consente alle difese IgG-mediate di partecipare alla risposta IgM-mediata nella rimozione di antigeni estranei. Successivamente, sono prodotte IgG1 e IgG2 a maggiore affinità. L'equilibrio relativo di queste sottoclassi, in tutti gli immunocomplessi che formano, consente di determinare l'intensità dei processi infiammatori che seguono. Infine, se l'antigene persiste, è prodotta IgG4 ad alta affinità, che smorza l'infiammazione, contribuendo a limitare i processi mediati da Fc del recettore. La capacità relativa di diverse sottoclassi di IgG di fissare complemento può spiegare perché alcune risposte anticorpali anti-donatori creano un rigetto dopo il trapianto di organi.

## Funzioni
Gli anticorpi sono i componenti principali dell'immunità umorale. IgG è il principale tipo di anticorpo presente nel sangue e nel fluido extracellulare che permette di controllare l'infezione dei tessuti corporei. Legando molti tipi di agenti patogeni quali virus, batteri e funghi, IgG protegge il corpo dalle infezioni attraverso diversi meccanismi:
- Il legame mediato da IgG di agenti patogeni causa la loro immobilizzazione e li lega insieme tramite agglutinazione;
- Il rivestimento IgG sulla superficie di patogeni (noto come opsonizzazione) permette il loro riconoscimento e l'ingestione da parte dei fagociti;
- IgG attiva la via classica del sistema del complemento, una cascata di produzione di proteine immunitarie che provoca l'eliminazione del patogeno;
- IgG lega quindi e neutralizza le tossine;
- IgG gioca anche un ruolo importante nella citotossicità anticorpo-dipendente cellulo-mediata (ADCC) nella proteolisi intracellulare mediata dagli anticorpi, in cui si lega alla TRIM21 (recettore con maggiore affinità per IgG nell'uomo) per dirigere virioni selezionati al proteasoma nel citosol[6];
- IgG è anche associato con reazioni di ipersensibilità di tipo II e tipo III;

Le IgG sono gli anticorpi maggiormente impiegati durante la risposta immunitaria secondaria, cioè sono prodotte tardivamente e in maniera massiccia dai linfociti B differenziatisi in plasmacellule. In questo esse si contrappongono alle IgM, che sono prodotte invece nelle fasi più precoci dell'infiammazione, ma che hanno un'efficacia decisamente minore.
Le gammaglobuline sono potentissime opsonine, ossia si legano ai microbi con grande efficienza, ne favoriscono quindi il riconoscimento e fagocitosi da parte dei macrofagi. Esistono diversi recettori per la porzione Fc degli anticorpi:
- FcγRII: presente sui linfociti B, è responsabile del feedback inibitorio che permette lo spegnimento della risposta immunitaria di tipo B dopo qualche tempo dalla sua attivazione, cioè venendo a contatto con un numero sufficiente di immunoglobuline G ne deprime la produzione da parte delle stesse plasmacellule attivate, al fine di mantenere l'omeostasi del sistema immunitario;
- FcγRIII: presente sulle cellule NK, stimola il fenomeno della citotossicità cellulare mediata da anticorpi (ADCC), cioè una volta venuto a contatto con l'IgG attiva la cellula NK che uccide la cellula opsonizzata.[7]

Le IgG hanno anche un ruolo di primo piano nell'attivazione del complemento per la via classica.
È dimostrato negli adulti che la produzione di IgG è legata alla rilevante presenza di un cibo o di un gruppo alimentare nella dieta personale. Per questa ragione che gli anticorpi IgG riflettono l'assunzione alimentare o esprimono un possibile contatto immunologico precedente con il cibo. Secondo Ligaarden e Speciani il valore totale delle IgG verso specifici cibi indica un loro eccessivo consumo o, per piccole quantità, la loro ripetizione sistematica.
Le IgG sono coinvolte anche nella regolazione delle reazioni allergiche.
Secondo Finkelman, ci sono due vie che portano alla reazione anafilattica: nella prima gli antigeni possono causare anafilassi sistemica attraverso la via classica col legame IgE legate al recettore FcεRI delle mastcellule, che stimolano il rilascio di Istamina e PAF. Nella via alternativa, gli antigeni formano complessi con le IgG e il recettore Fc γ RIII dei macrofagi, stimolando solo il rilascio di PAF.
Gli anticorpi IgG prevengono la reazione anafilattica IgE mediata intercettando l'antigene prima che si leghi alle mast cellule-associate ad IgE. Di conseguenza gli anticorpi IgG bloccano l'anafilassi sistemica indotta da piccole quantità di antigene ma possono mediare l'anafilassi sistemica dovuta a grandi quantità di antigeni.

### Immunità neonatale
Le gammaglobuline hanno un'importantissima funzione nel proteggere il neonato durante i primi mesi di vita, quando ancora non è in grado di produrre anticorpi da solo. Le IgG sono infatti in grado di passare la barriera placentare, immettendosi nel sangue del feto: questi possiede dunque lo stesso repertorio anticorpale della madre per circa sei mesi, finché gli anticorpi ormai vecchi vengono degradati, ed è quindi in grado di difendersi nei confronti di tutti quei patogeni con cui la madre è venuta a contatto (anche solo per vaccinazione).
Dopo la nascita, la madre continua comunque a passare immunoglobuline al neonato mediante l'allattamento: il latte materno contiene infatti grandi quantità di IgG e IgA, che passano nell'apparato digerente del neonato. Mentre le IgA si fermano nel canale digerente, le IgG vengono assorbite dall'epitelio intestinale del lattante mediante uno specifico recettore neonatale per le Fc, e immesse nel torrente circolatorio.

## Diagnostica di laboratorio
Il dosaggio delle IgG presenti nell'organismo può essere utilizzato per effettuare un test, tramite chemiluminescenza, sulla possibilità di essere stati infettati o di essere attualmente infetti da un determinato virus. La presenza di IgG specifiche per antigeni di quel virus nel siero indica che l'organismo è venuto a contatto con il microrganismo in un'infezione pregressa o asintomatica; se sono presenti le IgM, invece, l'infezione è attualmente in atto in fase acuta.

## Utilizzo come diagnosi
Il dosaggio di immunoglobulina G può essere uno strumento diagnostico per alcune condizioni, come l'epatite autoimmune, se suggerito da alcuni sintomi. Clinicamente, i livelli di anticorpi IgG misurati sono generalmente considerati essere indicativi dello stato immunitario di un individuo verso particolari agenti patogeni. Un esempio comune di questo comportamento sono i titoli sierologici dell'immunità al morbillo, parotite e rosolia (MMR), il virus dell'epatite B, e la varicella, tra gli altri.
I livelli di IgG per il cibo riflettono la prevalente esposizione nutrizionale e indicano l'eccessivo o ripetuto consumo dei cibi stessi.
Secondo l'analisi statistica effettuata alla Duke University da Soriano, la misurazione dei livelli di IgG per il cibo consente al medico di aggregare i loro valori e di definire quali Grandi Gruppi Alimentari siano maggiormente consumati nella dieta, definendo un "profilo personale". Questo approccio è slegato da ogni correlazione con le allergie e costituisce una importante novità in confronto a molti test che definiscono invece reazioni a singoli alimenti. Il sistema immunitario riconosce i cibi attraverso le IgG senza una forte affinità come avviene per le IgE ma piuttosto con un approccio di similarità antigenica. Questo da un lato consente di riconoscere una maggiore quantità di alimenti e di mantenerne la tolleranza, e dall'altra parte determina la possibilità di indurre un'infiammazione non solo nei confronti dei cibi mangiati più frequentemente ma anche per gli alimenti che il sistema immunitario riconosce a loro assimilabili.

## Utilizzo in terapia
Anticorpi IgG sono estratti da donatori di plasma sanguigno e vengono utilizzati in terapia come immunoglobuline per via endovenosa (IVIG). Se ne fa uso per il trattamento di immunodeficienze, malattie autoimmuni e infezioni.